# Canon EOS M5
EOS M5 là máy ảnh ống kính rời không gương lật cao cấp nhất của Canon, được công bố chính thức ngày 15-9-2016, được lên kế hoạch bán ra từ tháng 11-2016. M5 là máy thay thế cho EOS M3, ra mắt đầu năm 2015.
EOS M5 sẽ có giá 979 USD chỉ thân máy, hoặc đi kèm với ống kính bộ mới EF-M 18-150mm f3.5-6.3 (có giá 499 USD). Tại Mỹ, EOS M5 rẻ hơn Fujifilm X-T2 (1599 USD), Sony a6300 (999 USD).
Giống như các máy EOS không gương lật khác, M5 cũng sử dụng ống kính EF-M. Nếu người dùng muốn sử dụng ống kính EF, cần mua thêm ngàm chuyển EF-EOS M.

## Đặc điểm chính
Một trong những điểm mới của M5 so với tất cả các máy EOS M khác (M, M2, M3, M10) là thiết kế ngoài tương tự máy SLR với nhiều nút ở bên trên. Tuy nhiên điều này khiến cho máy có kích thước lớn hơn "anh em" trong cùng dòng không gương lật của Canon.
Một vài điểm mới bao gồm:
- Cảm biến 24 megapixel thừa kế từ EOS 80D với Dual Pixel CMOS AF
- Hệ thống lấy nét 49 điểm
- Tốc độ chụp liên tiếp khi lấy nét liên tục lên tới 7 hình/giây, khi khóa nét đạt tới 9 hình/giây
- Bộ xử lý hình ảnh DIGIC 7
- Khung vỏ chống thời tiết (không phải bằng magnesi như các DLSR khác)
- Khả năng quay video Full HD lên tới 60 hình/giây
- Màn hình lật 3,2 inch cảm ứng.
  - Người dùng có thể dùng tay chọn điểm lấy nét khi đang sử dụng ống ngắm điện tử, người dùng sẽ thấy điểm lấy nét di chuyển trong ống ngắm tới điểm mong muốn. Để khởi động tính năng này, trước đó người dùng cần ấn nút nhỏ nằm góc dưới ngàm gắn ống kính.
- Nút dial function bên trên máy giúp người dùng lựa chọn các tùy chỉnh như ISO, cân bằng trắng, đo nét, đo sáng...
  - Vòng xoay nhanh bên ngoài nút dial function có thể dùng để thay đổi các giá trị của các tùy chỉnh này
- Tay cầm được thiết kế lớn hơn
- Kính ngắm điện tử (EVF) tích hợp màn hình OLED 2,36 triệu điểm ảnh
- Tính năng "Touch & Drag AF" cho phép lấy nét khi ngắm qua EVF bằng cách chạm và rê ngón tay trên màn hình giống như thao tác với bàn di chuột của máy tính xách tay.
- Wifi, NFC, Bluetooth
  - Người dùng có thể dùng điện thoại để xem lại các ảnh đã chụp.
  - Khi sử dụng dây cáp kết nối máy ảnh vào TV, có thể sử dụng điện thoại như điều khiển từ xa để điều khiển tiến/lùi khi xem lại ảnh.